# Нурмухаметов, Рамиль Альбертович
Рамиль Альбертович Нурмухаметов (21 декабря 1987, Тараз, Казахская ССР, СССР) — казахстанский футболист, вратарь.

## Карьера
Футбольную карьеру начинал в 2005 году в составе клуба «Лашын».
В 2012 году переходит в «Кайрат».
В 2015 году подписал контракт с клубом «Кайсар».
В 2016 году перешёл в «Атырау».
В 2017 году стал игроком казахстанского клуба «Ордабасы», за который провел 13 матчей.
В начале 2018 года подписал контракт с клубом «Актобе».

## Достижения
«Тараз»
- Финалист Кубка Казахстана: 2013

## Клубная статистика
| Игровая карьера | Игровая карьера | Игровая карьера | Лига | Лига | Кубок | Кубок | Межд. | Межд. | Др. | Др. |
| --------------- | --------------- | --------------- | ---- | ---- | ----- | ----- | ----- | ----- | --- | --- |
| 2021            | Тараз-Каратау   | Б               | —    | —    | —     | —     | —     | —     | —   | —   |
| 2022            | Кыран           | Б               | —    | —    | —     | —     | —     | —     | —   | —   |
| 2022            | Мактаарал       | А               | 2    | -2   | 2     | -2    | —     | —     | —   | —   |